# All Human Rights for All
All Human Rights for All è un film collettivo no-profit del 2008 scritto e diretto da diversi registi e sceneggiatori. Consiste di 30 cortometraggi/episodi ispirati a 30 articoli della Dichiarazione universale dei diritti dell'uomo. realizzati in occasione del sessantesimo anniversario dalla proclamazione da parte dell'ONU della stessa Dichiarazione Universale.

## Episodi
- Art. 1 di Carlo Lizzani e Matteo Cerami
- Art. 2 di Giobbe Covatta e Paola Catella, con Giobbe Covatta, Maria Amelia Monti, Mario Porfito, Stefano Sarcinelli, Marianna Erba e Olivia Covatta
- Raccolta differenziata di Giorgio Treves e Ivan Orano, con Elena Bouryka e Renata Rampazzi
- Maddalena di Claudio Camarca, con Anita Caprioli
- Art. 5 di Emanuele Scaringi e Elisa Amoruso, con Lidia Vitale, Michele Riondino e Massimo Sarchielli
- La sirena di Daniele Cini e Francesca Zanni, con Marta Iacopini, Stefano Gragnani, Francesca Zanni, Maya Camerini, Amanda Bottini, Andrea Balestri, Alessandro Bencivenga, Osvaldo Alzari e Federica Zanni
- La legge è uguale per tutti di Tekla Taidelli e Frank Scarpelli, con Francesco Calbi, Tekla Taidelli, Michele Bruni, Marcella Turielli, Raffaele Bannoli, Ugo Conti, Matteo Gianoli, Giampaolo Muciaccia, Valentina Poggi, Gianluca Testa e Ralf.
- La luce di Anne Riitta Ciccone, con Raffaella Castelli, Giordano De Plano, Matteo Febo, Riccardo Floris, Beniamino Marcone e Veronica Visentin
- Art. 9 di Fiorella Infascelli, con Maya Sansa, Claudio Bigagli e Roberto Herlitzka
- Art. 10 di Ivano De Matteo, Valentina Ferlan e Claudio Politi con Donatella Finocchiaro, Marco Giallini, Giorgio Gobbi, Aslam Pervez, Giada Fradeani, Cristina Puccinelli, Massimo Lauro, Roberto Bianchi, Elisabetta Valeri, Carlo Rossi, Andrea Maggi, Edoardo Di Silvestri
- Art. 11 di Costanza Quatriglio e Antonio Leotti, con Roberto Herlitzka (solo voce)
- Cono d'ombra di Marina Spada e Daniele Maggioni, con Nicoletta Ramorino
- Art. 13 di Nello Correale, con Gioacchino Laterza, Mimmo D'Agostino e Anuar Belhrazi
- L'inizio di niente di Mohsen Melliti, con Kesia Elwin, Maria Angela Torres, Andres Arce Maldonado, Pascal Zullino, Bianca Nappi, Ray Costantin, Manuela Mulas, Karin Di Porto, Luciano Scarpa e Sabrina Mastrangelo
- La lettera di Daniele Luchetti, con Valerin Daniel Coroiu, Arian Florea, Constantin Alberto Ghinea, Nicolae Brian Ghinea, Petruta Ghinea, Vasile Ghinea, Roger Iordache, Ionel Izarli, Adrian Marin, Ana Maria Morosanu, Florin Valeriu Simion e Sorita Uta
- Art. 16 di Giovanni Veronesi e Rocco Papaleo, con Rocco Papaleo
- Art. 17 - L'italiano medio di Matteo Cerami, con Pippo Crotti, Laura Nardi, Francesco Ferri, Michele Albini, Francesca Figus, Gabriele Ferri, Boubou Cour Elhadj Mayou e Andrea di Benedetto
- Art. 18 di Luciano Emmer
- Art. 19 di Giuseppe Ferrara, con Giuseppe Ferrara e Mario Marchetti
- Art. 20 di Antonietta De Lillo, con Anna Bonaiuto e Marina Rocco
- Art. 21 di Antonello Grimaldi e Elisa Amoruso, con Roberto Nobile, Daniele Savoca, Barbara Matera, Ira Frontén, Antonello Oliva, Giovanni Miglioli, Eduardo Escobar, Carlo Cucchi, Giorgio Vanzini, Maurizio Cagnoli, Franco Magrito e Antonello Grimaldi
- Bugie di Wilma Labate e Bruno Roberti, con Dino Abbrescia, Valentina Carnelutti, Caterina Deregibus, Michel Federici e Rosa Giampaolo
- Pentedattilo di Vittorio De Seta, con Djibril Kébé, Margherita Smedile, Tommaso Critelli, Gladys Egwoh, Ashley Egwoh, Domenico Rodà, Nino Denaro, Franco Zema, Saverio Longo, Carmelo Romeo, Ines Mangiola, Concetta Minniti, Mariangela Zampaglione, Annunziata Fallasca, Angelo Sapone, Mafalda Sapone e Gaetano Ercolano
- Art. 24 di Saverio Di Biagio, con Primo Reggiani, Valerio Mastandrea e Giorgio Colangeli
- La fabbrica di Roberta Torre, con Mario Savonardo (solo voce)
- Cellule di Liliana Ginanneschi e Michele Lanubile, con Sonia Bergamasco, Pietro De Silva, Ettore Belmondo, Cristina Cellini, Fabiola Aceto, Rocco Greco, Federica D'Amato, Dario Tartarelli e Annalisa Welzhfer
- Art. 26 di Pasquale Scimeca, girato in una favela di Johannesburg con i bambini del luogo. Diritto all'istruzione.
- Art. 28 di Fausto Paravidino, con Alessia Bellotto, Mario D'Angelo, Luigi Di Pietro, Denis Fasolò, Iris Fusetti, Aram Kian, Mauro Parrinello, Fulvio Pepe e Michele Sinisi
- Art. 29 di Antonio Lucifero e Sergio Vecchio, con Carlotta Natoli, Marco Bonini, Maham Mehrabi, Marco Leonzio, Aurelia Lucifero, Maya Bonini, Bruno Pozzoli e Alberto Sgavicchia
- Art. 30 di Francesco Maselli, con Letizia Sedrick e Gerardo Mastrodomenico